# Concerto para piano n.° 3 (Beethoven)

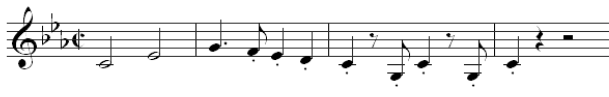
Pianoconcert 3 Beethoven (opening)

O Concerto para piano n. ° 3, Em Dó Menor, Opus 37, de Ludwig van Beethoven, foi composto em 1800 e estreado a 5 de abril de 1803, com o próprio compositor ao piano. É considerado o primeiro concerto para piano de Beethoven a possuir características sinfônicas. A obra foi dedicada ao príncipe Luís Fernando da Prússia.

## Orquestração
A partitura do concerto é dirigida a 2 flautas, 2 oboés, 2 clarinetes em si bemol, 2 fagotes, 2 trompas em mi bemol, 2 trompetes em dó, tímpanos, cordas e piano solista.

## Estrutura
O concerto está dividido em três movimentos:
1. Allegro con brio
2. Largo
3. Rondó: Allegro

O tema primário do primeiro movimento é uma reminiscência do Concerto para piano n. ° 24 de Mozart. Começa com uma introdução orquestral de cerca de dois minutos e meio, interrompida por fortes escalas em dó menor, que anunciam a entrada do piano. A coda é similarmente dramática, resultando num obscuro clímax. O segundo movimento está em mi maior e começa com o piano solo. A coda é marcada por detalhadas instruções de pedal. O terceiro e último movimento está em forma sonata-rondó, começando em dó menor e terminando em dó maior, marcado na partitura como presto.

## Estreia
Na estreia do concerto, a partitura estava incompleta. Ignaz von Seyfried, amigo de Beethoven, que virou as páginas da partitura para ele na noite de estreia, escreveu mais tarde:
"Não vi nada senão algumas páginas em branco. No máximo, em uma página ou outra alguns hieróglifos egípcios totalmente incompreensíveis para mim, mas ele havia anotado para servir de pontos de referência. Ele tocou quase todo o concerto de memória, já que, como então aconteceu, não teve tempo de colocar tudo no papel."
Juntamente com o concerto para piano, foram estreados a sinfonia n. ° 2 e o oratório Cristo no Monte das Oliveiras.

## Cadenzas por outros compositores
Alguns compositores compuseram cadenzas para o primeiro movimento, dentre eles: Harold Bauer , Amy Praia , Johannes Brahms , Carl Czerny , Gabriel Fauré , Adolf von Henselt , Mischa Levitzki , Franz Liszt , Freidrich Mockwitz, Ignaz Moscheles , Carl Reinecke , Ferdinand Ries, Clara Schumann , Gino Tagliapietra , Anton Rubinstein e Charles-Valentin Alkan.